# Freya Madeline Starková
Freya Madeline Starková (31. ledna 1893 Paříž – 11. května 1993 Asolo u Benátek) byla britsko-italská cestovatelka a autorka cestopisů. Napsala více než dvacet knih o svých cestách po oblasti Středního východu a Afghánistánu a několik autobiografických děl a esejí. Proslavila se také tím, že jako jedna z prvních cizinců v moderní době procestovala jižní Arabskou poušť.

## Život
Narodila se 31. ledna 1893 v Paříži, kde její rodiče studovali umění. Její matka Flora byla anglického, francouzského, německého a polského původu. Její otec Robert byl malíř z města Devon v Anglii. Freya Stark strávila největší část dětství v severní Itálii, neboť přítel jejího otce Pen Browning koupil tři domy v Asolu. Babička Frey z matčiny strany žila v Janově. Manželství jejích rodičů bylo nešťastné od samého začátku. Rozvedli se ještě když byla Freya dítě. Když bylo Freye devět, dostala Knihu tisíce a jedné noci a uchvátil ji Orient. Jako malá byla často nemocná a musela být jenom doma a četba jí pomáhala se vyrovnat se se situací. Když jí bylo třináct, dostaly se jí vlasy do továrního stroje a utrpěla vážný úraz, který poznamenal vzhled její tváře i vlasové části hlavy. Pro zakrytí jizev nosila pak pokrývky hlavy, často i velmi okázalé.
V mládí se, po překonání vážné nemoci, při níž jí hrozilo navždy upoutání na lůžko, začala věnovat studiu arabštiny, aby měla jazykový základ pro své plánované výpravy. Na cestu vyrazila v listopadu 1927, když jí bylo 34 let. Lodí se nechala dovézt do libanonského Bejrútu a odtud pokračovala do syrského Damašku, následně do Jeruzaléma, až svou cestu skončila v Káhiře. Celkem takto putovala sedm měsíců, po nichž se vrátila zpět do Evropy.
Nakrátko odjela do Kanady, ale během září 1929 odcestovala do Bagdádu. Příští rok v dubnu se odtud vypravila do perského Hamadánu, odkud následně pokračovala do Kazvínu a následně do Ašnistánu. Pak se vydala k průsmyku Čada a po jeho překonání cestovala dále údolím řek Alamut a Kasir Rúd, které do té doby nebyly příliš probádány, až k hoře Kasir chán, na němž je zbudován hrad Alamút, jenž v 11. století představoval opevněné centrum Asasínů, tajného ismáílitského hnutí. Dál pak pokračovala ke Kaspickému moři, kde svou výpravu ukončila.
Hned o rok později (1931) se vydala na další objevitelskou cestu, při níž se ubírala přes Raštagan a následně průsmyk Lala Čak, až se dostala k řece Šah Rúd a k Šahristánu. Odtud pokračovala k ruinám hradu Lamiasar. Následně ji postihla malárie a onemocněla i úplavicí. Přesto se jí podařilo dostat do údolí, které již znala ze své loňské výpravy. Prošla Salambarským průsmykem a pokusila se vystoupat na horu Tachet-i-Sulajmán (4490 m n. m.). To se jí ale nepovedlo, ale přesto pokračovala v prozkoumávání a mapování oblasti Mázandaránu.
Po návratu do Evropy se Starková stala uznávanou odbornicí na arabské země a na Persii, tedy na oblast Středního východu. V průběhu druhé světové války byla nápomocna britskému ministerstvu informací, v němž se zaměřovala na oblast Arábie a tamní problematiku. S cestováním po celém světě pokračovala i po válce, kdy se vypravila do jižní Arábie, do oblasti Hadramaut, dále do Číny či do Turecka a po stopách Alexandra Makedonského procházela Malou Asií. Postřehy ze svých výprav uveřejňovala v cestopisech a několikasvazkovém autobiografickém díle.